# Phil Shoenfelt
Phil Shoenfelt (* 18. prosince 1952 Bradford) je britský hudebník, skladatel a spisovatel. Jeho příjmení je někdy přepisováno též Shöenfelt.

## Životopis
Phil Shoenfelt, vlastním jménem Philip Nicholas Schofield, se narodil v Anglii. S hudbou začal již na základní škole a později byl členem několika studentských hudebních skupin, a to i na univerzitě, kterou dokončil v roce 1975.
V roce 1979 se přestěhoval do New Yorku a tam v roce 1981 založil postpunkovou skupinu Khmer Rouge s Barry "Scratchy" Myersem. V té době se stal závislým na heroinu, což se odrazilo nejen v jeho tvorbě, ale především na jeho životě. Podstoupil několik odvykacích léčeb. Svoje zkušenosti s drogami později popsal ve své knize Feťácká láska. Kapela Khmer Rouge se definitivně rozpadla v roce 1986.
V roce 1984 se vrátil do Londýna, kde se zprvu živil jako taxíkář, zmrzlinář, stěhovák a nakonec jako středoškolský učitel. O rok později mu vyšlo jeho první sólové EP Charlotte's Room. Následovala alba Backwoods Crucifixion a God Is The Other Face Of The Devil. Začátkem 90. let vystupoval v duu jako předkapela Nicka Cava & Bad Seeds.
Od roku 1995 žije Shoenfelt v Praze, kde založil svoji skupinu Phil Shoenfelt & Southern Cross (někdy také jednoduše SHOENFELT). S ní doposud (2022) nahrál pět alb Blue Highway, Dead Flowers For Alice, Ecstatic, Paranoia.com a Bell ringer a jedno EP Electric Garden. Na turné Nikki Suddena v letech 1997/1998 hrál Phil Shoenfelt sólovou kytaru a po tomto turné spolu natočili v Berlíně CD Golden Vanity, které bylo vydáno později až po Suddenově smrti. V roce 1997 založil spolu s bývalými členy skupiny Once Upon A Time Brunem Adamsem a Chrisem Hughesem novou kapelu Fatal Shore. Spolu nahráli čtyři CD alba Fatal Shore, Free Fall, Real World, Settings The Sails For Eldorado. Poté, co Bruno Adams v r. 2009 zemřel, přizvali Phil Shoenfelt a Chris Hughes ke spolupráci Dava Allena a vytvořili novou skupinu Dim Locator, jejíž tvorbu vydávají mj. pro sběratele i na vinylových nosičích; občasnými členy skupiny jsou Baron Anastis, Daniel Plashues a David Kabzan. Mezi roky 2018 a 2019 Phil Shoenfelt složil písně do alba Cassandra Lied, které si i vydal; zvukově i textově jde o jeho doposud o nejambicióznější nahrávku. Stále častěji vystupuje sólo, nebo ve dvojici s Davidem Babkou.

## Diskografie
- 1988 Charlotte's Room / The Long Goodbye (EP)
- 1990 Backwoods Crucifixion (LP/CD)
- 1993 God Is The Other Face Of The Devil (CD)
- 1995 Tichá dohoda with Phil Shoenfelt Live in Prague! (MC/CD)
- 1997 Blue Highway (CD)
- 1997 Fatal Shore (s Fatal Shore; CD)
- 1999 Dead Flowers For Alice (CD)
- 2002 Electric Garden (CD singl)
- 2002 Ecstatic (CD)
- 2003 Free Fall (s Fatal Shore) (CD)
- 2004 Deep Horizon - Selected Songs Of Phil Shoenfelt (2 CD)
- 2004 New York - London 1981-86 (s Khmer Rouge; 2 CD)
- 2007 Real World (s Fatal Shore; CD)
- 2008 Live At The House Of Sin (CD Phil Shoenfelt & Pavel Cingl)
- 2009 Golden Vanity (Nikki Sudden & Phil Shoenfelt; CD)
- 2010 Open Up & Bleed (download singl)
- 2010 Paranoia.com (CD)
- 2011 Immortalised (s Dim Locator; download EP)
- 2011 Settings The Sails For Eldorado (s Fatal Shore; CD)
- 2012 Performing Songs By Rowland S. Howard (s Dim Locator; 7" singl)
- 2013 Wormhole (s Dim Locator; CD a 10" vinyl)
- 2015 The Bell Ringer (se Southern Cross; nahrávka koncertu v hospodě U vystřelenýho oka, CD)[7]
- 2016 Six Miles Deep (s Dim Locator; nahrávka koncertu uskutečněného v dubnu 2015 v kulturním středisku naTo v Lipsku) (CD)
- 2016 Rock N Roll Hole Of Famine (CD)
- 2016 A Taste Of Moloko Plus 1996 – 2016 (2 CD – souhrn vydavatelství Moloko, v něm 2 skladby Fatal Shore, 2 skladby Dim Locator a jedna skladba sólo)
- 2018 At Her Majesty's Pleasure (CD)
- 2018 Out Of The Sky (s Bruno Adamsem; CD demoverze 9 písní z CD Real World z roku 2007)[8]
- 2019 Under The Radar (12" červený vinyl – retrospektiva demoverzí a nevydaných verzí z let 1991 – 1997)[9]
- 2020 Cassandra Lied (CD 14 autorských skladeb + 1 remake)[5]
- 2022 Shapeshifter (s Davidem Babkou; CD alternativních verzí starších skladeb)[6][10]
- 2023 Mumbo Jumbo Gumbo (se skupinou Band of Heysek; CD 9 autorských skladeb)[p 1][11]
- 2024 Dead Flowers For Alice (vinylová reedice CD z roku 1999; LP)
- 2024 Caroline Says ... And More (2 coververze písní Lou Reeda a Rolanda Poppa a 2 původní skladby; CD + 10" EP)

## Zajímavosti
Na přebalu CD Dead Flowers For Alice je portrét tehdy čtrnáctileté Agáty Hanychové
Novela Feťácká láska vyšla nejprve v českém překladu a teprve později v anglickém originálu Junkie Love. V r. 2002 jí byla udělena cena "Firecracker Alternative Books Awards". Kromě toho byla přeložena také do italštiny, řečtiny a němčiny.
Phil Shoenfelt hrál na koncertě na počest Václava Havla 23. prosince 2011 v Lucerně.